# تشيلدر ثرنتون (تشيشير)
تشيلدر ثرنتون (بالإنجليزية: Childer Thornton)‏ هي قرية تقع في المملكة المتحدة في شمال غرب إنجلترا.